# Maria Fekter

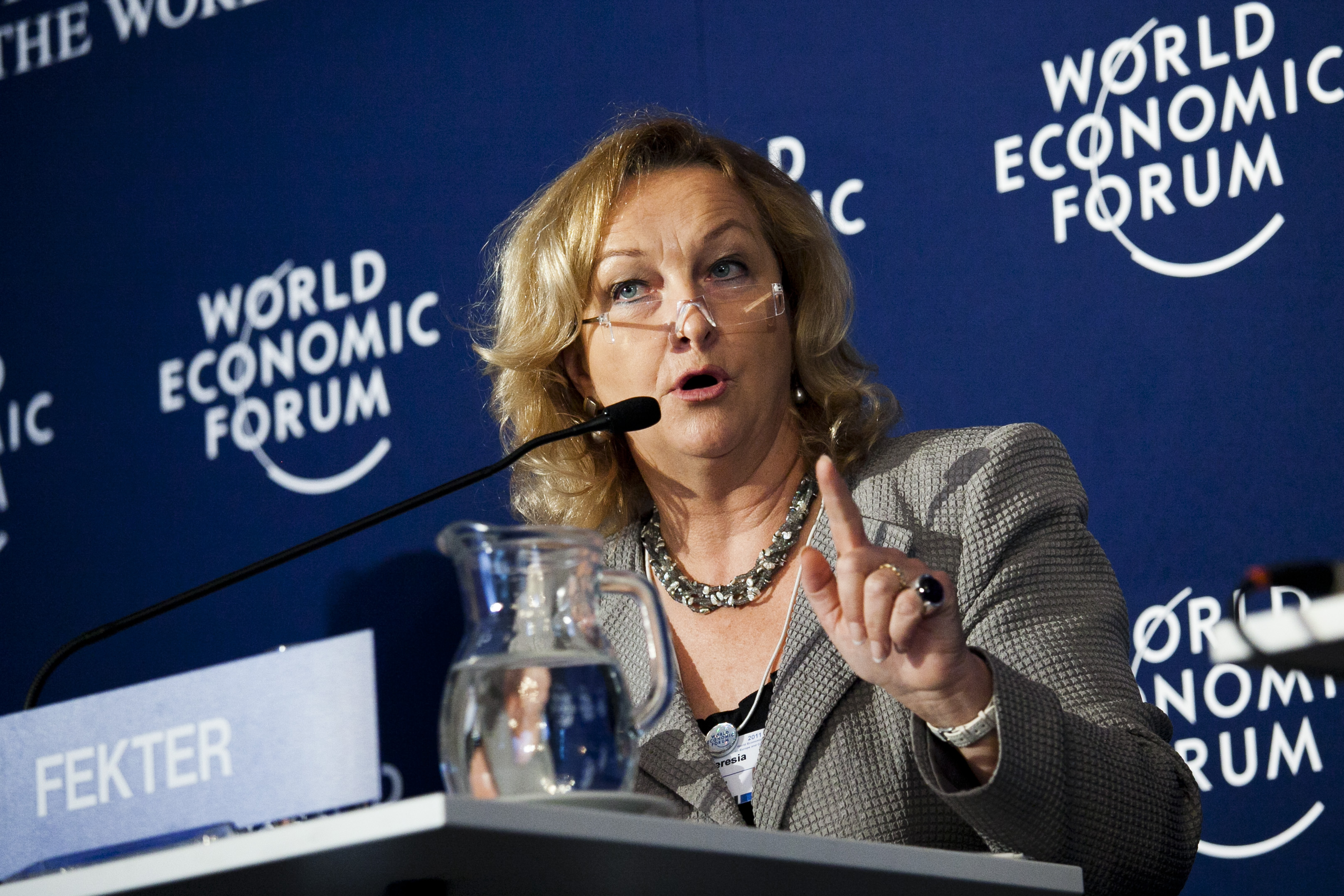
Maria Fekter beim Weltwirtschaftsforum, 2011

Maria „Mitzi“ Theresia Fekter (* 1. Februar 1956 in Attnang-Puchheim, Oberösterreich) ist eine ehemalige österreichische Politikerin (ÖVP). Von 2008 bis 2011 war sie österreichische Innenministerin und von 2011 bis 2013 als erste und bislang einzige Frau österreichische Finanzministerin. Von 1990 bis 2017 war sie mit Unterbrechungen Abgeordnete zum österreichischen Nationalrat.

## Werdegang
Maria Fekter besuchte das Gymnasium der Kreuzschwestern in Gmunden (wo Maria Berger eine ihrer Klassenkameradinnen im Mädchenpensionat war) und die Handelsakademie in Vöcklabruck (Matura 1975). Anschließend absolvierte sie das Studium der Rechte an der Johannes Kepler Universität Linz (Dr. iur. 1979) und das Studium der Betriebswirtschaftslehre (Mag. rer. soc. oec. 1982). Außerdem legte sie die Konzessionsprüfung für das Gastgewerbe ab. 1982 trat sie in den elterlichen Betrieb (Firma Niederndorfer & Co., Kieswerke-Transportbeton) ein und wurde 1986 geschäftsführende Gesellschafterin.
Ihre politische Laufbahn begann sie als Gemeinderätin von Attnang-Puchheim (1986 bis 1990). Von 1990 bis 2002 war sie Mitglied des Präsidiums des Österreichischen Wirtschaftsbundes. Von 1990 bis 1994 war Fekter Staatssekretärin im Bundesministerium für wirtschaftliche Angelegenheiten in der Bundesregierung Vranitzky III.
Ab 1994 war sie Abgeordnete zum Nationalrat, ab 2002 Vorsitzende der Wirtschaftskommission der Europäischen Frauenunion.
Von November 2006 bis zum 5. Juni 2007 war sie Fraktionsvorsitzende im Eurofighter-Untersuchungsausschuss des österreichischen Nationalrats.
Von 1. Juli 2007 bis 30. Juni 2008 war sie Volksanwältin der Republik Österreich als Nachfolgerin von Rosemarie Bauer. Ihr Nationalratsmandat übernahm zum selben Termin Claudia Durchschlag.

## Innenministerin

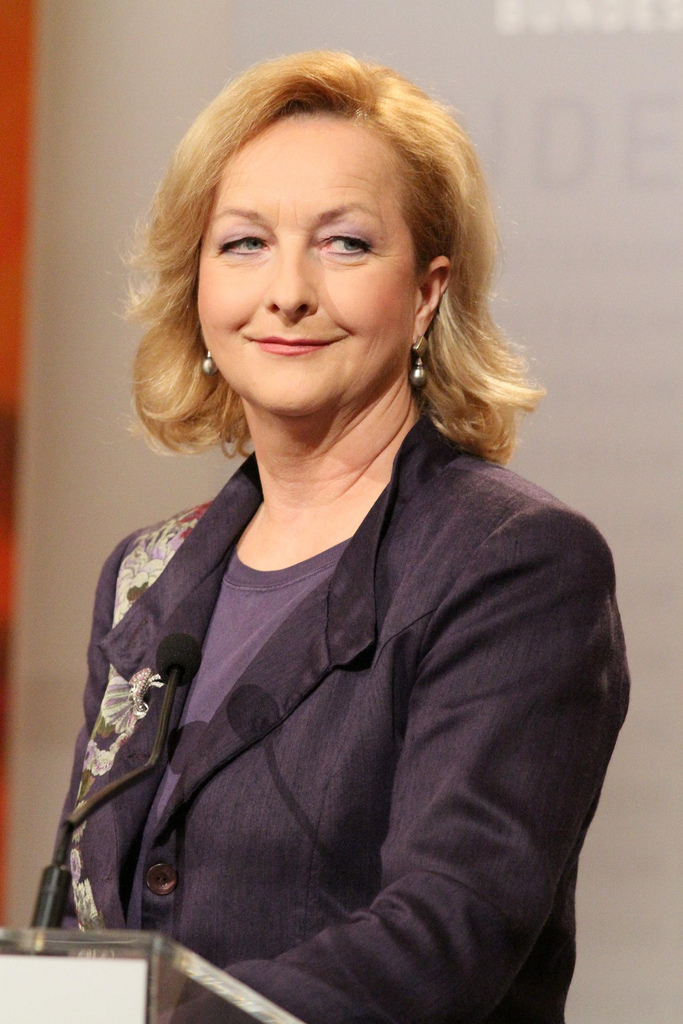
Maria Fekter, 2010

Am 1. Juli 2008 wurde Fekter als Nachfolgerin von Günther Platter als Innenministerin in der Bundesregierung Gusenbauer angelobt.
Nach der Nationalratswahl 2008 behielt sie in der Bundesregierung Faymann I im Team des neuen Vizekanzlers und ÖVP-Obmanns Josef Pröll diesen Regierungsposten.
Nach dem Rücktritt Prölls wurde Fekter im April 2011 dessen Nachfolgerin im Bundesministerium für Finanzen.
Fekters politische Schwerpunkte als Innenministerin waren die nationale und länderübergreifende Kriminalitätsbekämpfung, die Neuregulierung des Fremdenrechts und die Beschleunigung von Asylverfahren.

### Kriminalitätsbekämpfung
Im Jahr 2009 veranlasste die Innenministerin die Gründung einer Sonderkommission der Polizei zur Bekämpfung von Einbrüchen im grenznahen Raum, welche im Juli desselben Jahres die Ermittlungen aufnahm. Die sogenannte SoKo Ost hatte die Aufgabenstellung, in den Bundesländern Wien, Niederösterreich und Burgenland die Aufklärungsquote bei Einbruchsdelikten zu erhöhen. Auch länderübergreifende Lagebilder sollten erstellt werden. Nach anfänglicher Kritik gab die Innenministerin 2010 bekannt, dass aufgrund sinkender Zahlen bei Einbruchsdelikten und einer erhöhten Aufklärungsquote die SoKo Ost weitergeführt werden wird.

### Fremdenrecht
Ebenfalls im Jahr 2009 ließ die Innenministerin das Fremdenrecht überarbeiten. So wurden durch die Fremdenrechtsnovelle Asylverfahren beschleunigt, straffällig gewordene Asylwerber konnten schneller abgeschoben werden und eine Meldepflicht für Asylwerber wurde eingeführt. Entschärft wurde hingegen die Situation für Familienmitglieder, da für sie die Straffähigkeit bei der Unterstützung illegaler Zuwanderung aufgehoben wurde.
Unterschiedliche Kritik kam von den im Parlament vertretenen Parteien. Dort wurde die Novelle von den beiden rechtspopulistischen Parteien FPÖ und BZÖ als zu wenig rigoros abgelehnt. Die Grünen sahen in der Änderung dagegen „unmenschliche Härten“. Weiterführende Kritik gab es auch von verschiedenen NGOs wie Asylkoordination Österreich, der Flüchtlingshilfe Asyl in Not und der Plattform SOS Mitmensch.

### Kritik
Am 3. November 2008 enthob Fekter den damaligen Direktor des österreichischen Bundeskriminalamts, Herwig Haidinger, seines Amtes, nachdem dieser ehemalige Innenminister beschuldigt hatte, politisch Einfluss auf die Ermittlungen zur BAWAG-Affäre genommen zu haben.
Die Suspendierung wurde im Februar 2009 von der Disziplinarkommission des Innenministeriums als teilweise rechtswidrig aufgehoben. Die Kritik der Oppositionsparteien reichte von „Amtsmissbrauch“ (Werner Neubauer) bis zu „schwerem Machtmissbrauch“ (Peter Pilz), ein Untersuchungsausschuss wurde gefordert.

## Finanzministerin
In ihre Amtszeit als Finanzministerin fielen das bisher größte Konsolidierungspaket in der Geschichte der Zweiten Republik, die Steuerabkommen mit der Schweiz und mit Luxemburg, ein neuer Stabilitätspakt mit den Bundesländern, die Schuldenbremse in einfachgesetzlicher Form und ein Konsolidierungspfad mit den Ländern im Rahmen der Gesundheitsreform.
Am 16. September 2011 machte Fekter im Rahmen des Ecofin-Treffens in Breslau folgende Aussage: „Wir bauen gerade enorme Feindbilder in Europa auf, gegen die Banker, gegen die Reichen, gegen die Vermögenden. Sowas hatten wir schon einmal: Damals war es verbrämt unter (sic!) gegen die Juden, aber gemeint waren damals ähnliche Gruppierungen – und es hat zweimal in einem Krieg geendet.“ Dieser Vergleich rief Proteste und Rücktrittsforderungen von vielen Seiten hervor.
Den vielen Aufforderungen, sich zu entschuldigen, kam Fekter am 18. September 2011 nach:
„Wenn sich durch meine Aussagen Menschen oder Gruppierungen verletzt gefühlt haben, bedauere ich dies zutiefst. Ein Vergleich mit dem Regime des Nationalsozialismus oder dem Holocaust war weder mein Ansinnen noch meine Intention. Daher entschuldige ich mich bei all jenen, die durch meine Aussagen irritiert waren. (...)“ Doch auch diese Entschuldigung brachte die Kritik – auch aus der eigenen Partei – nicht zum Verstummen.
Vizekanzler Spindelegger zeigte im Sommer 2012 Ambitionen, das Finanzministerium selbst zu übernehmen; es gelang ihm allerdings innerparteilich nicht, die Ablöse Fekters durchzusetzen. Nach der Nationalratswahl 2013, bei der Fekter als oberösterreichische Abgeordnete wiedergewählt wurde, wurde allerdings rasch deutlich, dass Spindelegger Fekter nicht in die nächste Regierung aufnehmen würde.
Fekters Tätigkeit als Finanzministerin endete mit der Amtszeit der Bundesregierung Faymann I am 16. Dezember 2013. Ihr letzter öffentlicher Kommentar als Finanzministerin, gemünzt auf sie „belagernde“ Medienvertreter, lautete kurz vorher: Ihr werdet mir nicht fehlen. Fekter blieb Nationalratsabgeordnete.

## Privates
Maria Fekter ist verheiratet und Mutter einer erwachsenen Tochter. Sie ging in ihrem oberösterreichischen Heimatort Attnang-Puchheim „mit allen zur Verfügung stehenden Schritten“ gegen eine Wiederinbetriebnahme einer Fleischerei vor. In deren Nähe befinden sich ein Penthouse der Fekter-Familie und die Zentrale ihres Unternehmens, der Kieswerke-Transportbeton GesmbH.
Aufgrund des Tätigkeitsbereichs ihres Unternehmens (Schotter; umgangssprachlich auch Geld) wird sie in den Medien gelegentlich auch als „Schottermitzi“ (Mitzi umgangssprachlich für Maria) bezeichnet.

## Sonstiges
Im Rahmen einer EU-Krisensitzung zur Schuldenkrise am 13. Juli 2011 meinte Fekter: „Die Zeit, die wir uns gegeben haben, ist shortly. Und auf Ihre Frage, was das heißt, sage ich Ihnen: shortly, without von delay“. Im Dezember 2011 wurde „shortly, without von delay“ zu Österreichs „Spruch des Jahres 2011“ gewählt. Die Jury sah ihn als „symptomatisch für die Überforderung von europäischen Politikern in der komplexen wirtschaftlichen Situation, in der sich die EU derzeit befindet“ an.
2020 wurde sie vom Stiftungsvorstand der Tiroler Festspiele Erl in den nach der Stiftungsgründung 2017 aufgelösten und auf Empfehlung des Landesrechnungshofes neuerlich eingesetzten Aufsichtsrat der Festspiele entsandt.

## Auszeichnungen
- 1994: Großes Silbernes Ehrenzeichen am Bande für Verdienste um die Republik Österreich[31]
- 2011: Großes Goldenes Ehrenzeichen am Bande für Verdienste um die Republik Österreich[31]
- 2019: Großes Ehrenzeichen des Landes Oberösterreich[32]